# Fultonham
Fultonham é uma vila localizada no estado norte-americano de Ohio, mais precisamente no Condado de Muskingum.

## Demografia
Segundo o censo norte-americano de 2000, a sua população era de 151. habitantes
Em 2006, foi estimada uma população de 158, um aumento de 7 (4.6%).

## Geografia
De acordo com o United States Census Bureau tem uma área de
0,4 km², dos quais 0,4 km² cobertos por terra e 0,0 km² cobertos por água. Fultonham localiza-se a aproximadamente 239 acima do nível do mar.

## Localidades na vizinhança
O diagrama seguinte representa as localidades num raio de 16 km ao redor de Fultonham.